# Kolonádový most
Kolonádový most – modernistyczny zabytkowy most na Wagu, zlokalizowany w słowackim uzdrowisku Pieszczany. Ma długość 156 m i jest najdłuższym krytym mostem na Słowacji, a dawniej w Czechosłowacji.
Most łączy główną część miasta i dworce z umieszczoną na wyspie (Kúpeľný ostrov) partią uzdrowiskową miejscowości. Autorem projektu był słowacki architekt Emil Belluš. Obiekt postawiono w latach 1931–1933 z wykorzystaniem technologii żelbetowej (zastąpienie starego mostu z drewna). Dzieli się na dwa biegi (jeden dla aut, drugi dla pieszych), jest częściowo przykryty dachem, posiada ławki do kąpieli słonecznych oraz (na głowicach) pomieszczenia handlowe. Pełni nie tylko rolę komunikacyjną, ale także jest promenadą spacerową z widokiem na rzekę. 2 kwietnia 1945 most wysadzili Niemcy. W 1956 został odbudowany, aby służył robotnikom (jak głosi tablica pamiątkowa na zachodnim krańcu przeprawy). Integralną część mostu stanowi rzeźba łamiącego kule (barlolámač) zaprojektowana przez Roberta Kühmayera w 1932, a odlana w Pradze w firmie Barták.